# 黎祖壽
黎祖寿（1576年—？），字收溢，號中湛，江西臨江府清江縣人。

## 生平
万历二十八年（1600年）庚子科顺天乡试举人，四十一年（1613年）癸丑科進士，为南刑部主事，以外艰归，服阕，补北工部。时水衡金钱久为中贵窟穴，㑹郊祀，肇举诸费，猝然倚办，奸商市价率营求中官支领冐破，祖寿条陈摘发，疏上，羣阉持之。未几，杨、左被逮，人言籍籍，祖寿屹不为动。崇祯改元，起吏部考功郎，杜抑侥幸，再叅媚璫二十人，以劳疾卒于官。